# 若草学園物語
『若草学園物語』（わかくさがくえんものがたり）は、日本テレビ系列で1983年4月8日 - 9月30日に金曜 21:00 - 21:54（金曜劇場）にて放送されたテレビドラマ。

## 概要
自閉症児を積極的に受け入れ、複式担任制（男女二人の先生が二つの学年のクラスを担任）をはじめ、ユニークなシステムを取り入れた私立小学校が舞台となっている。
『熱中時代』シリーズで天城校長夫妻を演じた船越英二と草笛光子が同作と同一の役柄で出演している。

## 出演
- 倉田天（たかし）：古尾谷雅人
- 里見ユリ子：かとうかずこ
- 天城順三郎（校長）：船越英二
- 天城綾子：草笛光子
- 陳麗華（栄傑の妻）：木内みどり
- 陳栄傑：ポール牧
- 山田邦子
- 亀井：蟹江敬三
- 鉄男：堀広道
- 横川（教頭）：原田大二郎
- 倉田まり子
- 榊原るみ
- 猪熊：村田雄浩
- 猪熊剛太：宍戸錠
- 沼田爆
- 峰子：黒木真由美
- ベンガル
- 陳栄子（栄傑の長女）：牧口昌代
- 陳花江（栄傑の次女）：陳天璽[2]
- 伸子：赤座美代子
- 雨笠雄三（利幸の父）：奥村公延

### 生徒
- エヴァン・ガーキー
- 福島猛
- 孫錦珠
- 新水マリー
- 川水流みち子
- 雨笠利幸
- 石井ターニャ
- 山下大樹
- 富士圭一
- 佐久間尚喜
- 遠藤喜代子
- 菅原卓幸
- 新山麻子
- 山住高広
- 坂本法子
- 中山弘也
- 曽根由香

### ゲスト
- はるか（圭一の母）：高林由紀子（第9話）
- 今牧：小林稔侍（第13話）
- 敏之：伊藤竜次（第15話）
- 三恵子：海老名美どり（第18話）
- くに（弘也の祖母）：武知杜代子（第22話）
- 堀田：阿藤海（第24話）

## スタッフ
- 脚本：布勢博一、田波靖男、水島総、長野洋、榛沢一道
- 演出：田中知己、新沢浩、西本淳一、小松伸生
- プロデューサー：
- 音楽：羽田健太郎
- 主題歌：「見上げるだけの人間のようで｣（作詞：大津あきら 作曲：大野克夫 編曲：チト河内 歌：古尾谷雅人）
- 選曲：鈴木清司
- 効果：倉橋静男
- 製作協力：ユニオン映画
- 制作著作：日本テレビ

## 放送日程
| 話数                                                          | 放送日       | サブタイトル              | 脚本               | 演出     | 視聴率 |
| ------------------------------------------------------------- | ------------ | ------------------------- | ------------------ | -------- | ------ |
| 1                                                             | 1983年4月8日 | 不熱中先生登場!           | 布勢博一           | 田中知己 | 13.6%  |
| 2                                                             | 4月15日      | 一年六年六十四人!         | 布勢博一           | 田中知己 | 13.8%  |
| 3                                                             | 4月22日      | 恐怖の性教育              | 布勢博一           | 新沢浩   | 14.5%  |
| 4                                                             | 4月29日      | 先生の青いトラック        | 田波靖男、布勢博一 | 西本淳一 | 8.2%   |
| 5                                                             | 5月6日       | 六年三組に借金取りがいた! | 水島総             | 小松伸生 | 11.7%  |
| 6                                                             | 5月13日      | 車イスの帝王              | 布勢博一、水島総   | 田中知己 | 10.6%  |
| 7                                                             | 5月20日      | 僕らはスター!先生見てる?  | 水島総             | 新沢浩   | 11.3%  |
| 8                                                             | 5月27日      | 小さな恋のメロディ        | 長野洋             | 小松伸生 | 10.8%  |
| 9                                                             | 6月3日       | A+A=Bはない!              | 布勢博一           | 田中知己 | 10.8%  |
| 10                                                            | 6月10日      | 夜明けの泥棒!その正体は   | 水島総、布勢博一   | 新沢浩   | 11.6%  |
| 11                                                            | 6月17日      | 恐怖のあんしゃん          | 水島総             | 西本淳一 | 8.5%   |
| 12                                                            | 6月24日      | まりこちゃんの大きな世界  | 布勢博一           | 田中知己 | 8.3%   |
| 13                                                            | 7月1日       | 誘拐犯を追え!             | 布勢博一、水島総   | 小松伸生 | 7.0%   |
| 14                                                            | 7月8日       | UFO・七夕・火事騒ぎ       | 長野洋             | 西本淳一 | 7.0%   |
| 15                                                            | 7月15日      | 九月生まれの乙女座の女    | 布勢博一、水島総   | 田中知己 | 11.4%  |
| 16                                                            | 7月22日      | 空飛ぶ通知表              | 布勢博一           | 田中知己 | 7.9%   |
| 17                                                            | 7月29日      | 愛と哀しみの学園          | 布勢博一、水島総   | 小松伸生 | 8.7%   |
| 18                                                            | 8月5日       | ろくろっ首と雪女          | 布勢博一、水島総   | 新沢浩   | 7.5%   |
| 19                                                            | 8月12日      | 健にいとじろはったん      | 布勢博一           | 田中知己 | 6.4%   |
| 20                                                            | 8月19日      | 嵐の出会い涙の別れ        | 布勢博一           | 西本淳一 | 8.4%   |
| 21                                                            | 8月26日      | 翔んでもないカップル      | 布勢博一、水島総   | 小松伸生 | 6.7%   |
| 22                                                            | 9月2日       | 転校生とポックリ寺        | 布勢博一           | 田中知己 | 5.8%   |
| 23                                                            | 9月9日       | 高所恐怖症と料理教室      | 水島総             | 西本淳一 | 6.8%   |
| 24                                                            | 9月16日      | 全員辞めてもらいます      | 榛沢一道、布勢博一 | 小松伸生 | 8.8%   |
| 25                                                            | 9月23日      | 先生が殺される!           | 水島総、布勢博一   |          | 6.8%   |
| 26                                                            | 9月30日      | 半年後‥‥                  | 水島総、布勢博一   | 田中知己 | 9.3%   |
| 平均視聴率 9.3%（視聴率はビデオリサーチ調べ、関東地区・世帯） |              |                           |                    |          |        |